# Langlaufen op de Olympische Winterspelen 1924
Langlaufen is een van de sporten die beoefend werden tijdens de Olympische Winterspelen 1924 in Chamonix-Mont-Blanc.

## Heren

### 18 kilometer
| rang   | sporter(s)           | land | tijd    |
| ------ | -------------------- | ---- | ------- |
| Goud   | Thorleif Haug        | NOR  | 1:14:31 |
| Zilver | Johan Grøttumsbråten | NOR  | 1:15:51 |
| Brons  | Tapani Niku          | FIN  | 1:16:26 |
| 4      | Jon Mårdalen         | NOR  | 1:16:56 |
| 5      | Einar Landvik        | NOR  | 1:17:27 |
| 6      | Per-Erik Hedlund     | SWE  | 1:17:42 |
| 7      | Matti Raivio         | FIN  | 1:19:10 |
| 8      | Elis Sandin          | SWE  | 1:19:24 |

### 50 kilometer
| rang   | sporter(s)           | land | tijd    |
| ------ | -------------------- | ---- | ------- |
| Goud   | Thorleif Haug        | NOR  | 3:44:32 |
| Zilver | Thoralf Strømstad    | NOR  | 3:46:23 |
| Brons  | Johan Grøttumsbråten | NOR  | 3:47:46 |
| 4      | Jon Mårdalen         | NOR  | 3:49:48 |
| 5      | Torkel Persson       | SWE  | 4:05:59 |
| 6      | Ernst Alm            | SWE  | 4:06:31 |
| 7      | Matti Raivio         | FIN  | 4:06:50 |
| 8      | Oscar Lindberg       | SWE  | 4:07:44 |

## Medaillespiegel
| rang | land      | goud | zilver | brons | totaal |
| ---- | --------- | ---- | ------ | ----- | ------ |
| 1    | Noorwegen | 2    | 2      | 1     | 5      |
| 2    | Finland   | 0    | 0      | 1     | 1      |
|      |           | 2    | 2      | 2     | 6      |